# 哈瓦那 (北达科他州)
哈瓦那（英語：Havana）是美国北达科他州下属的一座城市。根据2010年美国人口普查，该市有人口71人。